# Bakit Hanggang Ngayon?
Bakit Hanggang Ngayon?  é uma telenovela filipina exibida em 2014 pela GMA Network.

## Elenco
- Kylie Padilla ... Jenny Alcantara
- Geoff Eigenmann ... Anthony Feliciano
- Mark Anthony Fernandez ... Romeo Santos
- Dominic Roco ... Melchor Ramirez
- Mike Tan ... Iñigo Feliciano
- Raymond Bagatsing ... Miguel Ramirez
- TJ Trinidad ... Xernan Feliciano
- Lloyd Samartino ... Marco Samonte
- Bela Padilla ... Rica Salcedo
- Derrick Monasterio ... Carlos Dizon-Barrinuevo
- Charee Pineda ... Agnes Lunzada
- Neil Ryan Sese ... Maximo Alcantara
- Jestoni Alarcon ... Doña Cesar Samonte
- Rez Cortez ... Miggy Lunzada
- Sandy Andolong ... Rebecca Alcantara-Dimaano
- Marco Alcaraz ... Aljoven Dizon-Barrinuevo
- Caridad Sanchez ... Mylene Lunzada
- Pinky Amador ... Ruth Feliciano